# Cochlidiosperma cymbalaria
Cochlidiosperma cymbalaria là một loài thực vật có hoa trong họ Mã đề. Loài này được (Bodard) Opiz mô tả khoa học đầu tiên năm 1839.